# Dorika curta
Dorika curta là một loài bướm đêm trong họ Noctuidae.